# Natale
Natale é uma vila no Distrito Central de Botsuana. Está localizada 30 km a oeste de Francistown. Sua população era de 1 288 habitantes em 2011.